# Tichborne
Tichborne est un village et une paroisse civile anglaise, située à l'est de Winchester dans le Hampshire.

## Histoire
Dans le sud de la paroisse, au sein du Parc national de South Downs, à l'est de « Ganderdown Farm » on trouve des tumulus et d'autres restes archéologiques indiquant que le lieu était déjà peuplé à l'âge du bronze.

### Seigneurie
En 909, le roi Édouard l'Ancien accorde la seigneurie de Tichborne à Denewulf, évêque de Winchester. Cependant, Tichborne n'est pas enregistrée dans le Domesday Book de 1086.
La famille Tichborne occupe le manoir, situé au cœur de « Tichborne Park », depuis le XIIe siècle. Le 8 mars 1621, Benjamin Tichborne, ancien membre du parlement, Shérif du Hampshire, est fait baronnet par le roi James Ier. Un procès retentissant au XIXe siècle fera beaucoup parler de la famille, l’affaire Tichborne. Un imposteur, Arthur Orton, revendiqua le titre et la fortune de la famille, prétendant être Sir Roger Tichborne, disparu en mer.[réf. nécessaire]

## Personnalités liées à Tichborne
- Matilda Ellen Bishop (1842-1913), principale de collège, y est née.